# Ammoperdix
Az Ammoperdix a madarak osztályának tyúkalakúak (Galliformes) rendjébe és a fácánfélék (Phasianidae) családjába tartozó nem. A családon belüli besorolása vitatott.

## Rendszerezésük
A nemet Gould, 1851-ben, az alábbi fajok tartoznak ide.
- álarcos sivatagifogoly (Ammoperdix griseogularis)
- fehérfülű sivatagifogoly vagy parti fogoly (Ammoperdix heyi)